# Bob Anderson (vívó)
Robert James Gilbert „Bob” Anderson (Gosport, 1922. szeptember 15. – West Sussex, 2012. január 1.) angol olimpikon vívó és harckoreográfus. Több mint ötvenéves filmes pályafutása során olyan filmek harcjeleneteit komponálta, mint a Hegylakó, A herceg menyasszonya, A Gyűrűk Ura filmtrilógia és a Halj meg máskor. Hollywood első számú kardvívás-koreográfusaként tartották számon, és számos színész (köztük Errol Flynn, Sean Connery, Antonio Banderas és Johnny Depp) vívásedzője volt. Ő volt Darth Vader kaszkadőre  a Csillagok háborúja V: A Birodalom visszavág és a Csillagok háborúja VI: A jedi visszatér című filmek fénykardpárbaj-jeleneteiben.

## Élete
Anderson a Brit Királyi Haditengerészethez csatlakozott, a Földközi-tenger térségében szolgált a második világháború alatt. Számos elismerést szerzett a vívás területén.
Nagy-Britannia képviseletében holtverseny ötödik helyezést ért el Helsinkiben, az 1952. évi nyári olimpiai játékokon kardvívás, csapat versenyszámban. 1950 és 1953 között kardvívásban indult a világbajnokságokon is.

## Filmográfia

### Harckoreográfiai munkák
- A hobbit (2012) – kardmester
- Alatriste kapitány (2006) – kardmester
- Zorro legendája (2005) – kardmester
- A Gyűrűk Ura: A király visszatér (2003) – kardmester
- A Karib-tenger kalózai: A Fekete Gyöngy átka (2003) – további kardvívás-edző
- A Gyűrűk Ura: A két torony (2002) – kardmester
- Halj meg máskor (2002) – kardmester
- A Gyűrűk Ura: A Gyűrű Szövetsége (2001) – kardmester
- Apád-anyád idejöjjön! (1998) – vívás-szaktanácsadó
- Zorro álarca (1998) – kardmester
- Fantom (1996) – kardmester
- Az első lovag (1995) – kardmester
- A három testőr (1993) – kardmester
- Hegylakó televíziós sorozat (1992–1994) – kardmester
- Döntsön a kard! (1991) – kardmester
- A herceg menyasszonya (1987) – kardmester
- Hegylakó (1986) – kardmester
- Csillagok háborúja IV: Új remény (1977) – harcrendező[5]
- Barry Lyndon (1975) – vívásedző
- Emberrablók (1971) – harcrendező
- Folytassa, forradalmár! (1966) – harcrendező[5]
- The Moonraker (1958) – vívásedző

### Kaszkadőrmunkák
- Csillagok háborúja VI: A jedi visszatér (1983) – kaszkadőr
- Superman II (1980) – kaszkadőrmutatványok
- Csillagok háborúja V: A Birodalom visszavág (1980) – Darth Vader kaszkadőrje
- Reszkessetek kincsrablók (1977) – kaszkadőrrendező
- Csillagok háborúja IV: Egy új remény (1977) – kaszkadőrmutatványok/kaszkadőr[5]
- Ellopták a dinoszauruszt (1975) – kaszkadőrrendező
- Casino Royale (1967) – kaszkadőrmutatványok[5]
- Oroszországból szeretettel (1963) – kaszkadőrmutatványok[5]
- Navarone ágyúi (1961) – kaszkadőrmutatványok[5]
- Il maestro di Don Giovanni (1954) – kaszkadőrmutatványok
- The Master of Ballantrae (1953) – kaszkadőrmutatványok[5]

### Színészi munkák
- Reclaiming the Blade (2009) – önmaga
- Csillagok háborúja V: A Birodalom visszavág (1980) – birodalmi tiszt
- Reszkessetek kincsrablók (1977) – gengszter[5]
- Ki vagy, doki?: „The Enemy of the World” (1968) – harcoló őr